# System lendungowy
System lendungowy – średniowieczny system podziału terytorialnego na jednostki organizacyjne, które były w stanie samodzielnie wybudować okręt wojenny (Langskip) i zapewnić jego obsadę bojową i zaopatrzenie. 
Budowanymi okrętami były najczęściej sneki (czterdziestowiosłowce) lub skeidy (sześćdziesięciowiosłowce).
Był on typowy dla społeczeństw skandynawskich (Duńczyków, Norwegów, Szwedów) oraz dla Słowian zamieszkujących wybrzeża Bałtyku (Pomorzan, Wolinian, Ranów, Obodrytów) końca pierwszego tysiąclecia i pierwszych wieków drugiego (wśród Słowian potwierdzony w zapiskach od IX w.). 